# Condado de Franklin (Florida)
El condado de Franklin es un condado ubicado en el estado de Florida. En 2000, su población era de 11 057 habitantes. Su sede está en Apalachicola.

## Historia
El Condado de Franklin fue creado en 1832. Su nombre fue adoptado en honor a Benjamin Franklin, famoso científico, impresor y escritor.

## Demografía
Según el censo de 2000, el condado cuenta con 11 057 habitantes, 4096 hogares y 2727 familias residentes. La densidad de población es de 8 hab/km² (20 hab/mi²). Hay 7180 unidades habitacionales con una densidad promedio de 5 u.a./km² (13 u.a./mi²). La composición racial de la población del condado es 81,24% Blanca, 16,32% Afroamericana o Negra, 0,45% Nativa americana, 0,20% Asiática, 0,02% De las islas del Pacífico, 0,43% de Otros orígenes y 1,34% de dos o más razas. El 2,42% de la población es de origen hispano o latino cualquiera sea su raza de origen.
De los 4096 hogares, en el 24,80% de ellos viven menores de edad, 52,50% están formados por parejas casadas que viven juntas, 9,80% son llevados por una mujer sin esposo presente y 33,40% no son familias. El 28,70% de todos los hogares están formados por una sola persona y 11,80% de ellos incluyen a una persona de más de 65 años. El promedio de habitantes por hogar es de 2,28 y el tamaño promedio de las familias es de 2,77 personas.
El 18,00% de la población del condado tiene menos de 18 años, el 7,60% tiene entre 18 y 24 años, el 30,80% tiene entre 25 y 44 años, el 27,80% tiene entre 45 y 64 años y el 15,70% tiene más de 65 años de edad. La edad media es de 41 años. Por cada 100 mujeres hay 129,60 hombres y por cada 100 mujeres de más de 18 años hay 135,70 hombres.
La renta media de un hogar del condado es de $26 756, y la renta media de una familia es de $31 157. Los hombres ganan en promedio $25 101 contra $20 494 para las mujeres. La renta per cápita en el condado es de $16 140. 17,70% de la población y 11,80% de las familias tienen rentas por debajo del nivel de pobreza. De la población total bajo el nivel de pobreza, el 23,20% son menores de 18 y el 13,90% son mayores de 65 años.

## Ciudades y pueblos
- Apalachicola
- Carrabelle
- Eastpoint
- Isla San Jorge

## Sitios históricos
- Fuerte Gadsden